# 薛其坤
薛其坤（1963年12月19日—），男，山东蒙阴人，中国材料物理学家，中国科学院院士、中国科学院物理研究所研究员、清华大学教授，曾任北京邮电大学电子工程学院院长、清华大学副校长，现任南方科技大学校长。

## 生平
1962年12月生于山东蒙阴。
1980年9月至1984年7月在山东大学光学系激光专业本科学习，获理学学士学位。
1984年开始考研，1984年9月至1987年7月在曲阜师范大学物理系任教。
1987年9月至1990年7月在中国科学院物理研究所凝聚态物理专业研究生学习，获理学硕士学位。1990年9月至1994年7月在中国科学院物理研究所凝聚态物理专业研究生学习，获理学博士学位。
1992年至1999年先后在日本东北大学金属材料研究所和美国北卡罗来纳州立大学物理系学习和工作。1999年，入选中科院“百人计划”并回国。1999年8月至2007年7月任中国科学院物理研究所研究员，博士生导师。1999年9月至2005年9月任中国科学院表面物理国家重点实验室主任。
2005年5月到清华大学物理系工作，历任物理系副主任、理学院院长、物理系主任。
2008年，担任北京邮电大学电子工程学院院长。
2011年至2016年任清华大学低维量子物理国家重点实验室主任。2013年3月至2013年5月任清华大学校长助理、科研院院长。2013年5月至2020年11月任清华大学党委常委、副校长。2017年12月，任北京量子信息科学研究院院长。
2020年11月，任南方科技大学校长。

## 学术贡献
2013年3月15日，《科学》杂志在线发文，宣布薛其坤领衔的团队在实验上首次发现量子反常霍尔效应。
2014年1月，薛其坤的研究团队以《单层FeSe薄膜中高温超导特性的直接实验验证》(Direct observation of high-temperature superconductivity in one-unit-cell FeSe films)为题在《中国物理快报》杂志上(Chin. Phys. Lett.31, 017401 (2014))上发文，美国《科学》（Science）杂志在 “编辑选择”(Editors’ Choice)中以“一个非常薄的超导材料”(A very thin superconductor)为题对该工作进行了报道(Science 343, 230 (2014))，这标志着该研究团队在界面诱导/增强的高温超导研究上取得突破。

## 奖项和荣誉
- 2006年，获得何梁何利基金科学与技术进步奖。
- 2010年，获得第三世界科学院物理学奖。
- 2012年，获得陈嘉庚数理科学奖。
- 2014年，获得求是杰出科学家奖以及何梁何利基金科学与技术成就奖。
- 2016年9月19日，因「在利用分子束外延技术发现量子反常霍尔效应和单层铁硒超导等新奇量子效应方面做出的开拓性工作」，薛其坤荣获2016年未来科学大奖的“物质科学奖”与100万美元奖金[9]。
- 2017年5月，获颁全国创新争先奖章。
- 2020年2月，获得国际纯粹物理和应用物理联合会颁发的菲列兹·伦敦奖（薛其坤是自1957年该奖设立以来第二个获奖的亚洲科学家）和北京市突出贡献中关村奖以及复旦-中植科学奖。
- 2023年，获得2024年的奥利弗·巴克利奖，成为该奖的首位中国籍得主[10]。
- 2024年，获得2023年度国家最高科学技术奖[11]。